# Azumah Nelson
Azumah Nelson (Acra, 19 de julio de 1958) es un ex-boxeador profesional ghanés que llegó a consagrarse campeón mundial en dos categorías de peso diferentes.
Está considerado el mejor boxeador africano de la historia y desde 2004 es miembro del Salón Internacional de la Fama del Boxeo.

## Carrera

### Sánchez vs Nelson
El 21 de julio de 1982 en el Madison Square Garden, se enfrentó al campeón Salvador Sánchez por el título mundial pluma de la CMB. Perdió por TKO en el último asalto.
Fue la única derrota de Nelson por KO y la última pelea de Sánchez quien murió en un accidente automovilístico tres semanas después.

### Gómez vs Nelson
El 8 de diciembre de 1984 en el Estadio Hiram Bithorn, combatió contra el campeón Wilfredo Gómez por el título mundial pluma del CMB. Ganó por KO en el 11 asalto y se consagró campeón del Mundo.

### Nelson vs Fenech III
Su última pelea fue la tan esperada trilogía ante Jeff Fenech en Melbourne. Perdió por decisión mayoritaria y se retiró con 50 años.